# A Galera
A Galera foi uma revista fundada em 28 de Novembro de 1914 em Coimbra, Portugal.
A revista era editada quinzenalmente e o seu conteúdo eram estudos sobre "Arte e Ciência" (d'arte e sciencia na grafia da época).
O seu director era Tarquíno Bettencourt.